# Massif du Monte Astu
Le massif du Monte Astu ou massif du Tenda et Monte Astu est un massif montagneux de Corse culminant au Monte Astu (1 535 m). Il est le deuxième plus élevé des trois massifs de moyenne montagne de l'île (San Petrone, Astu et Stello).

## Géographie

### Topographie
Le massif du Monte Astu est globalement composé d'une chaîne principale, la serra di Tenda, et de deux chaînons secondaires.

#### Serra di Tenda
La serra di Tenda constitue la partie centrale du massif du Monte Astu. Elle sépare le Nebbio de la vallée de l'Ostriconi et possède tous les plus hauts sommets du massif.
Au sens large, elle démarre depuis la partie occidentale des Agriates au nord-ouest, et est orientée au sud via Bocca di Vezzu (311 m), Cima Ghinepero (493 m).
Dans sa partie centrale, elle est composée d'une suite de lignes de crêtes qui sont successivement : 
- la ligne de crête délimitant les communes d'Urtaca et de San-Gavino-di-Tenda,
- celle délimitant les communes d'Urtaca et de Santo-Pietro-di-Tenda,
- celle délimitant les communes de Lama et de Santo-Pietro-di-Tenda,
- celle délimitant les communes de Pietralba et de Sorio, jusqu'à Bocca di Tenda « à cheval » sur ces deux communes et sur Lento,
- celle délimitant les communes de Pietralba et Lento.

Elle se termine au sud au-delà du Monte Tevisi (Canavaggia) jusqu'au Golo.

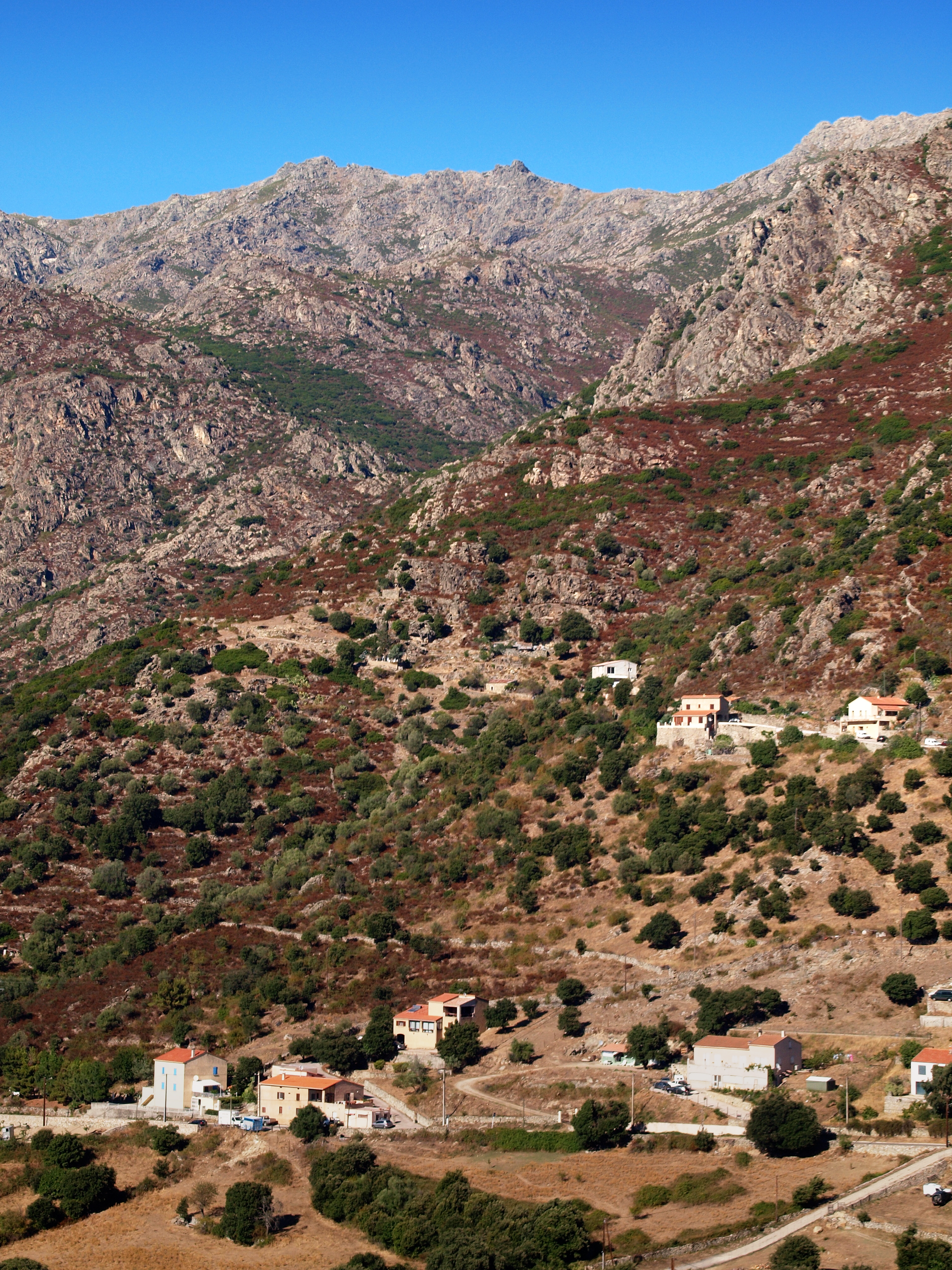
Monte Astu dominant Pietralba.

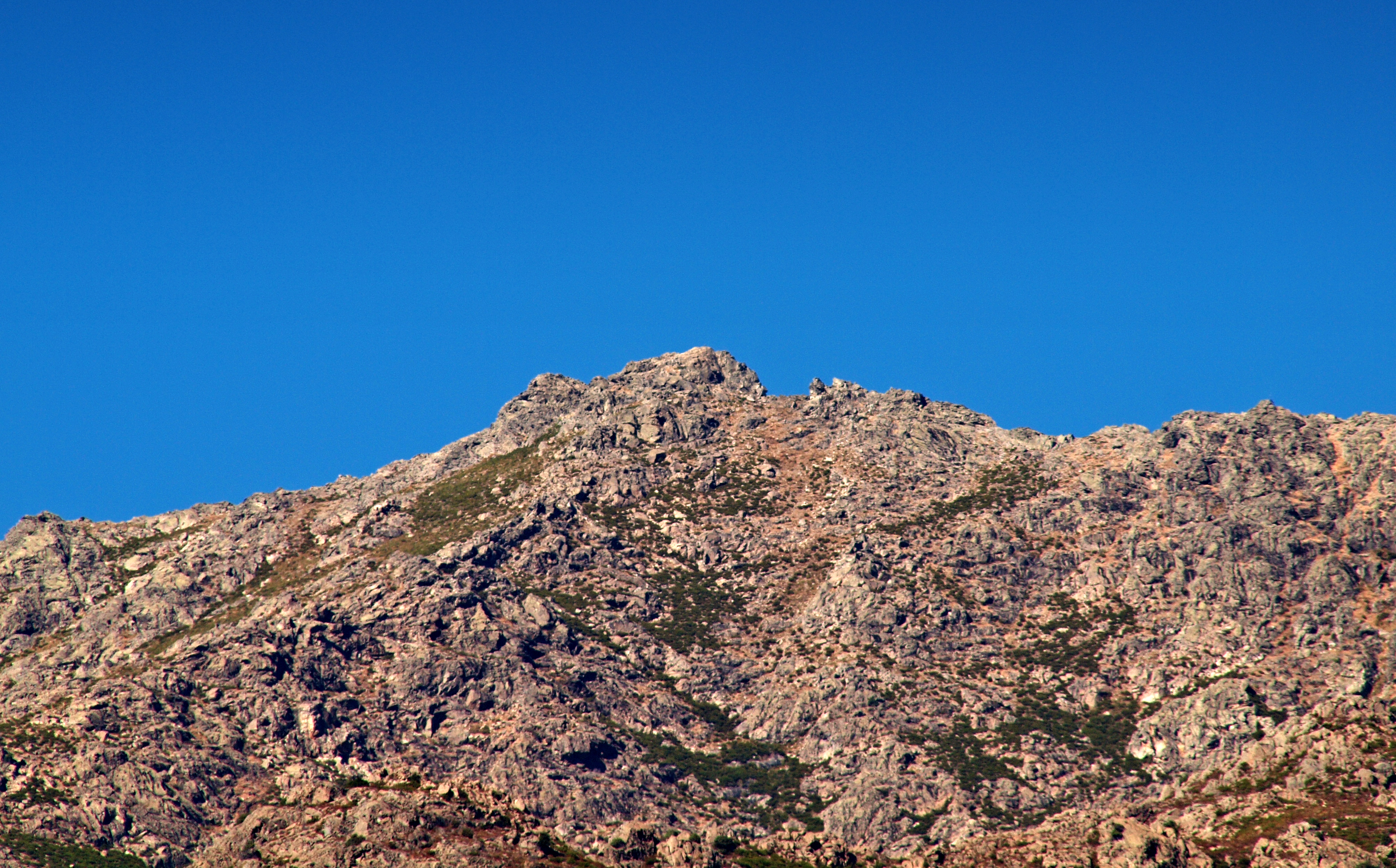
Monte Astu

La serra di Tenda comprend les sommets et cols suivants  :
Sommets principaux
- Monte Astu, point culminant du massif (1 535 m)
- Petra San Ghiaccu (1 512 m)
- Cima di Grimaseta (1 509 m)
- Monte Reghia di Pozzo (1 469 m)
- Punta di Paganella (1 426 m)
- Monte Sant' Angelo (Monte Sant' Anghiuli) (1 389 m)
- Monte Tassu (1 372 m)
- Cima a i Muzzelli (1 299 m)
- Monte d'Oltari (1 290 m)
- Monte di L'Alturaia (1 271 m)
- Monte Tevisi (1 150 m)
- Monte Pruno (1 150 m)
- Monte Ambrica (1 063 m)

Cols principaux
- Bocca di Banditi (1 428 m)
- Bocca di Paganella (1 394 m)
- Bocca di Spazzoli (1 392 m)
- Bocca di Sacropino (1 330 m)
- Bocca d'Oltari (1 249 m)
- Bocca di Tenda (1 219 m)
- Bocca di San Pancrazio (969 m)

#### Chaînon secondaire septentrional
Situé dans le désert des Agriates, il se partage en deux parties, à peu près égales, séparées par la rivière Liscu.
Le secteur occidental délimite une région bien individualisée et non visible depuis la route départementale 81. Les rhyolites et les tufs donnent des formes arrondies au relief :  Cima d'Ifana (478 m), Cima d'Ortella (416 m).
Le secteur oriental, moins accidenté, composé de roches anciennes granitiques, présente des parties plus planes, aujourd'hui encore cultivées par endroits avec des plantations de vigne en coteaux. Le monte Genova (421 m) est son point culminant. À l'est, où se situe le champ de tir de Casta, un petit chaînon indépendant comporte le Monte Revincu (356 m).

#### Chaînon secondaire méridional
Sur la chaîne principale s'articule, au niveau du Monte Tassu (1 372 m), une ligne de crête secondaire orientée au nord-est qui comprend le Monte Maggiore (1 102 m) et le Monte Pietrapolo (1 104 m), et qui sépare le Nebbio de la pieve de Costiera dans la basse vallée du Golo. Ce chaînon s'appuie sur le massif de Stella qui se situe dans le prolongement méridional de la dorsale schisteuse du cap Corse (Serra di Pigno).

### Hydrographie
La partie occidentale du massif du Monte Astu est drainée au nord par l'Aliso qui se jette dans le golfe de Saint-Florent et au sud par l'Ostriconi. Les torrents issus de reliefs du secteur oriental se jettent soit dans le Bevinco (au nord), soit dans le Golo (au sud).
Le Bevinco prend sa source sous le nom de ruisseau de Cipetto, au flanc du Monte Maggiore dans la partie centrale du massif ; il est alimenté par plusieurs petits ruisseaux dont l'un nommé Teti et l'autre la Menta dans son cours supérieur, qui se réunissent au-dessous de l'église S. Nicolas d'Asigliani, village aujourd'hui rayé des cartes.

### Géologie
Les géologues distinguent ordinairement une Corse occidentale ancienne, constituée pour l'essentiel de roches granitiques et une Corse orientale où dominent les schistes. Ces deux parties sont séparées par la dépression centrale, un sillon étroit au relief adouci constitué pour l'essentiel de terrains sédimentaires secondaires et tertiaires, qui coupe l'île du nord-ouest au sud-est, depuis l'Ostriconi jusqu'à la Solenzara. Le massif de Tenda se trouvant au nord du sillon, fait partie de la formation schisteuse au nord-est de la Corse.
Le massif du Monte Astu est un bloc de schistes édifié au Tertiaire lors de la surrection des Alpes sur un socle hercynien de la fin du Paléozoïque. Il offre des paysages où s'apposent des schistes qui s'altèrent facilement et des ophiolites très résistantes, aux reliefs aigus et abrupts.
Le massif du Monte Astu est un massif « autochtone, isolé par deux zones de fractures, où affleurent des granites et des gneiss anciens ». Il fait partie de la « Corse orientale alpine », « composée de terrains divers, issus d’un océan disparu appelé liguro-piémontais (océan Thétys dont l’âge est compris entre -170 à -60 Ma) et de ses marges continentales. L’âge des terrains de la Corse alpine va du Trias à l’actuel ».

### Climat et végétation
Sur ses flancs orientaux et méridionaux, le paysage végétal du massif du Monte Astu apparaît très dénudé, les hauteurs présentant une roche à nu. En revanche, les versants occidentaux sont boisés, verdoyants, peuplés majoritairement de chênes verts.
Sur les crêtes, la végétation arborescente y fait pratiquement défaut. Quelques bosquets d'arbres (châtaignier, chêne pubescent, if, houx, et quelques rares pins laricio) constituent des îlots au milieu des pelouses pâturées et des formations basses d'épineux. Le défrichement par l'homme pour établir des cultures a été probablement la cause première de cette déforestation, c'est ainsi que sur le flanc nord des traces de terrasses de culture (lenze) sont encore visibles jusqu'à (1 100 m).

## Histoire

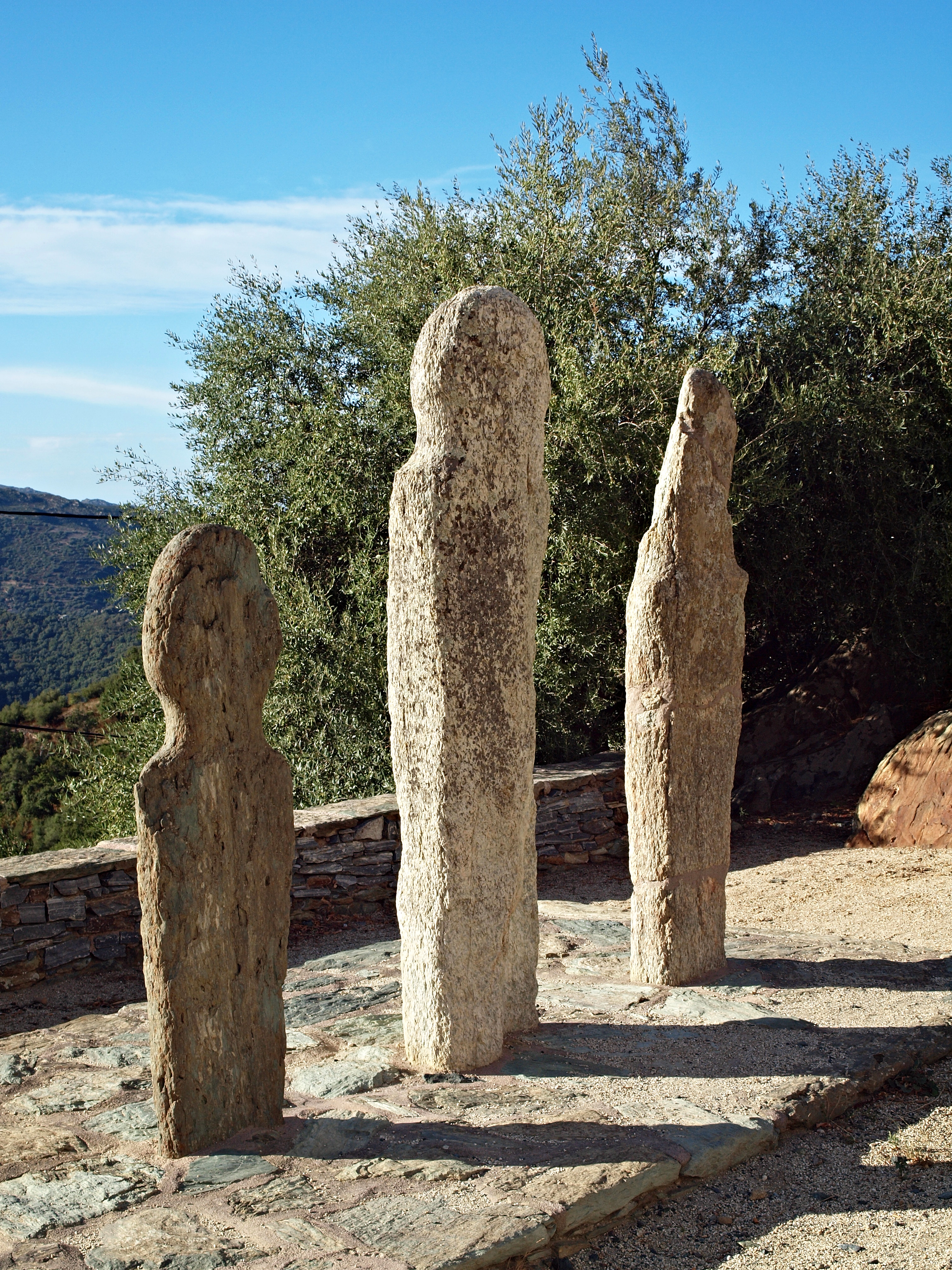
Statues-menhirs découvertes à Bocca di Tenda

La montagne de Tenda a été occupée depuis la Préhistoire, comme en témoignent les dolmens et menhirs érigés à travers les territoires de l'ancienne pieve de Tenda.

« On y trouve sept dolmens et six menhirs, érigés à travers les territoires des cantons de Saint-Pierre de Tenda, d'Oletta, de Belgodère et d'Olmi-Cappella. »

— Xavier Poli, « Chapitre I. § 2 Les Monuments mégalithiques », La Corse dans l'Antiquité et le Haut Moyen Âge.
Trois statues-menhirs (stantari), qui avaient été découvertes au col de Tenda, ont été transportés à Piève et érigés devant l'église paroissiale Saint-Cyr (San Quìlicu).
Elle a été de tout temps fréquentée par les bergers. De nos jours encore, les troupeaux d'ovins, de caprins et de bovins y sont très nombreux. La montagne de Tenda était également parcourue par des colporteurs qui se rendaient depuis Bastia et Saint-Florent vers la Balagne et l'intérieur de l'île.
Pour cette population nomade, un lieu de culte, la chapelle San Jabicu (Sorio) ruinée depuis longtemps, avait été édifiée à proximité de Bocca di Tenda, à environ (1 210 m) d'altitude.
Mais surtout, la serra di Tenda est un site militaire stratégique du fait de sa situation géographique.

### Bocca di Tenda

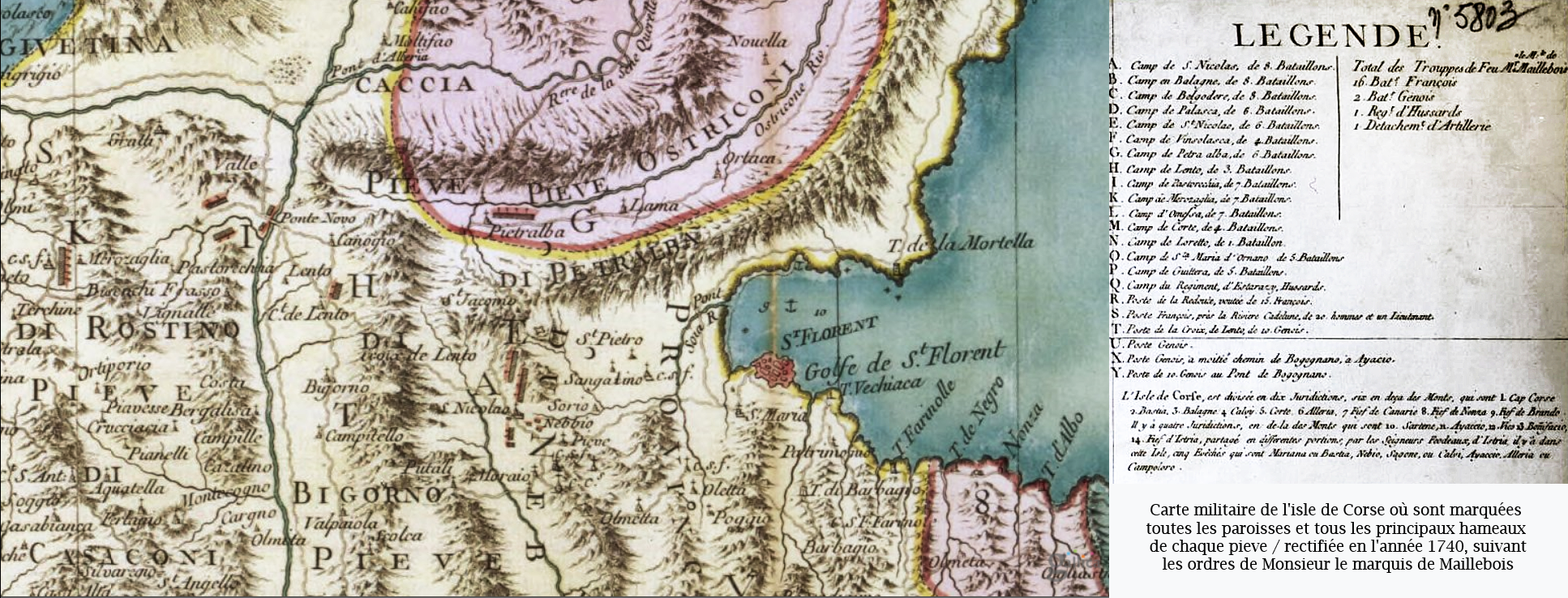
Secteur militaire de Tenda - Carte de 1768

La serra di Tenda a été maintes fois franchie par les troupes armées qui débarquaient dans le golfe de Saint-Florent et devaient pénétrer l'île. Le col de Tenda, passage le plus connu militairement, a été le théâtre de nombreux combats. Outre la reconquête sur les Maures en Méditerranée par le comte Boniface, comte de Lucca puis marquis de Toscane, aidé par le comte de Barcelone, qui passe Tenda et la Teta, contraignant les Sarrazins à se réfugier dans toute la Région d'Accia, les principaux faits sont :
Dans l'Antiquité
L'église [cathédrale de Sainte-Marie de l'Assomption] paraît occuper l'emplacement de la ville antique Cersunum, dont il n'y a plus de traces. Des fouilles exécutées près de-là ont permis de mettre au jour un grand nombre de monuments funéraires romains, qui remontent peut-être à la défaite du consul Caius Papirius, par les "Korsi", au col de Tenda. Était-ce avant ou après la bataille dite "du champ des myrtes", près de Mortella, dans les Agriates, où les troupes du centurion Caius Papirius infligèrent une lourde perte aux "Korsi" ?
Durant la guerre de Sampiero contre Gênes
La bataille qu'y livra Sampiero aux Génois le 18 septembre 1554, à l'issue de laquelle l'armée génoise fut battue et mise en déroute. Dans cette bataille, périt Giacopo Santo Da Mare.
Durant la grande révolte des Corses contre Gênes (1729-1769)
- 1732 - Fin avril, les troupes impériales allemandes cantonnées à Saint-Florent, menées par Schmettau, occupent le Nebbio puis la Costiera jusqu'à Tenda, et Lento ;
- 1739 - Le 2 juin, le maréchal de camp français du Rousset de Girenton, sorti de Bastia dans la nuit, fait attaquer la Bocca San Ghjacumu et les hauteurs de Tenda et Lentu ;
- 1769 - Le 1er mai, Paoli qui avait établi son QG à Murato, fait occuper par ses milices les hauteurs de Tenda qui contrôlent les vallées de l'Aliso, l'Ostriconi et le Golo.